# Moviment per la Temprança

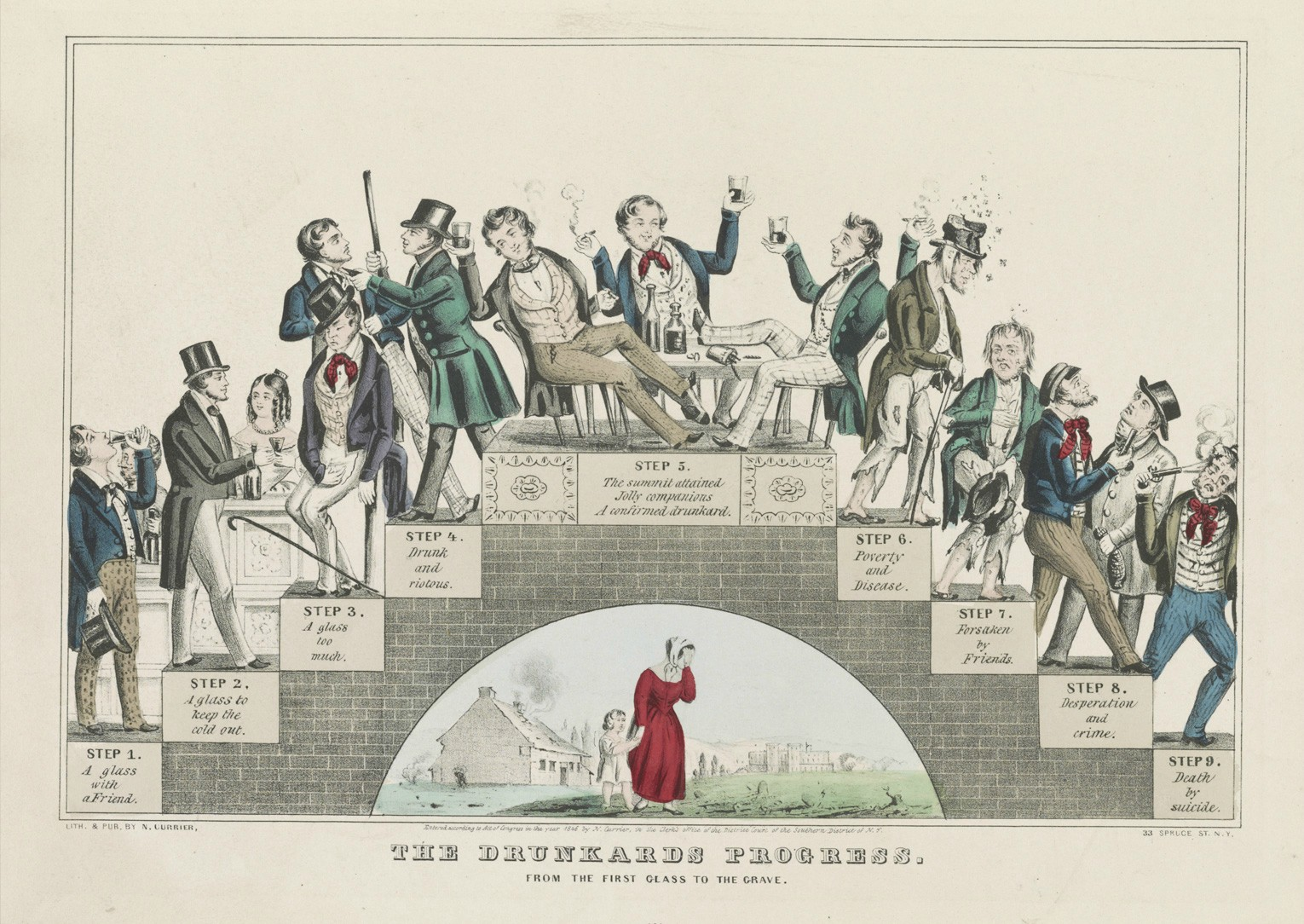
The Drunkard's Progress (1846) de Nathaniel Currier donava suport al moviment per la temprança, i advertia que el consum moderat d'alcohol condueix al desastre total pas a pas.

El Moviment per la Temprança és un moviment social contra el consum de begudes alcohòliques. En critica el consum excessiu i promou la temprança o l'abstinència total. Va formar grups de pressió a favor de lleis contra l'alcohol. El moviment va tenir difusió especialment en països de cultura anglosaxona, com ara Anglaterra, Estats Units, Austràlia, Canadà, Irlanda i Nova Zelanda.

## Als Estats Units
Al tombant del segle xviii al xix es van formar a Connecticut, Virgínia i a l'estat de Nova York lligues o associacions per la temprança. Estaven inspirades per la idea que l'alcohol produeix dany físic i psicològic. A la dècada de 1820 es van començar agrupacions similars en vuit estats més.
L'American Temperance Society (Societat nord-americana per la temprança) es va formar el 1826, i es va beneficiar pel renovat interès que el país sentia per la moralitat i la religió. En dotze anys va arribar a tenir 8.000 agrupacions locals i més d'un milió i mig de membres. Cap a 1839, ja hi havia als Estats Units divuit publicacions periòdiques advocant per la temprança.
A causa de la correlació entre l'alcoholisme i la violència domèstica, el Moviment per la Temprança es vinculava sovint amb altres moviments pels drets de la dona. A l'extrem més fanàtic del moviment hi havia Carrie Nation, la dona que, destral en mà, envaïa tavernes i destruïa les ampolles que hi trobava.
El metodisme i, més tard, el mormonisme, són exemples de religions que van afavorir el moviment per la temprança. El moviment va aconseguir el seu auge amb la ratificació de l'esmena XVIII a la Constitució, sovint anomenada simplement la Llei Seca. Irònicament, la prohibició va acabar per convèncer el públic que prohibir l'alcohol per complet produïa més mals socials que els que curava.